# Jorj Voicu
Jorj Voicu (n. 12 iulie 1938, Cluj-Napoca – d. 12 ianuarie 1991) a fost un actor român.

## Filmografie
- Faust XX (1966) – Mefisto
- Zodia Fecioarei (1967)
- Un film cu o fată fermecătoare (1967)
- De trei ori București (1968) – cetățean
- Brigada Diverse în alertă! (1971) – cumpărător de tablouri
- Păcală (1974)
- Comedie fantastică (1975) – Tapiru
- Curcanii (1977), de Grigore Ventura, regia Virgil Bradateanu, Anca Ovanez-Dorosenco
- Ediție specială (1978)
- Vis de ianuarie (1979)
- Întoarcere la dragostea dintîi... (1981)
- Maria Mirabela (1981) - voce
- De ce trag clopotele, Mitică? (1981)
- Înghițitorul de săbii (1982)
- Concurs (1982)
- Melodii la Costinești (1982)
- Galax (1984)
- Rămășagul (1985) - circarul fioros
- Punct... și de la capăt (1987)
- O zi la București (1987)
- Moromeții (1987) - bărbierul Voicu
- Maria Mirabela în Tranzistoria (1989) – Oache